# Pittsburgh Riverhounds
El Pittsburgh Riverhounds Soccer Club es un equipo de fútbol de los Estados Unidos de la ciudad de Pittsburgh, Pensilvania que juega en la USL Championship. Desde 2013 juega de local en el Highmark Stadium que tiene una capacidad para 5.000 espectadores. 
En el 2013 los dueños del club anunciaron sus intenciones de llevar al club a la Major League Soccer para el 2023.

## Historia

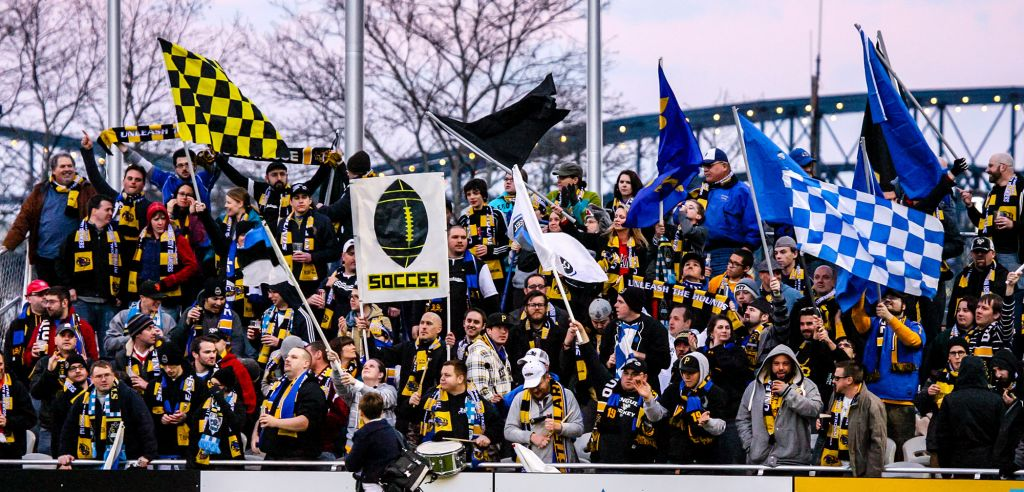
El Highmark Stadium en la temporada 2012.

Fue fundado en el año 1999 en la ciudad de Pittsburgh, Pensilvania por Paul Heasley como uno de los miembros de la extinta USL-1, ganando el premio a la mejor organización de la liga en ese año. El estadounidense John Kowalski fue el primer entrenador del club y su primera selección en el draft fue Justin Evans. Anteriormente tenían una afiliación con el Everton FC de la FA Premier League de Inglaterra.
El club tras entrar en un proceso de bancarrota fue reorganizado el 26 de marzo del 2014 como miembro de la USL Pro (actual USL Championship).

## Estadios
- Bethel Park High School; Bethel Park, Pennsylvania (1999–2003)
- Moon Area High School; Moon Township, Pennsylvania (2004)[9]
- CONSOL Energy Park; Washington, Pennsylvania (2005–2006)
- Chartiers Valley High School; Bridgeville, Pennsylvania (2008–2012)[10]
- Highmark Stadium; South Side (2013–)

## Clubes afiliados
- Houston Dynamo:[11] disuelta en 2015.[12]
- Pittsburgh Riverhounds II[13]
- Ocean City Nor'easters[14]

## Entrenadores
- John Kowalski (1999-2000)
- Kai Haaskivi (2001–7/2002)
- Tim Carter (7/2002-7/2003)
- Ricardo Iribarren (7/2003[15] - 2005)
- Gene Klein (2006–2009)
- Justin Evans (2010–2014)
- Nikola Katic (2014; Interino)[16]
- Mark Steffens (2014 - 2016)
- Dave Brandt (2016 - 2017)
- Bob Lilley (2017 - presente)

## Números retirados
- 99 -  Paul Heasley - Fundador del club en 1999.

## Jugadores

### Jugadores destacados
| - Devlin Barnes (2005) - Tim Bezbatchenko (2004-2005) - Franz Carr (1998-2000) - Abdul Thompson Conteh (2002) - Paul Dougherty (2001) - David Flavius (1999-2006) - Adam Fedoruk (1999, 2000) - Ali Gerba (2002) - Jason Kutney (2006, 2008-2013) | - Greg Janicki (2008) - Collins John (2014) - Matt Kassel (2012) - Thiago Martins (2002-2003) - Jean-Robens Jerome (2006, 2008, 2009) - Wélton (2001) - Eric Omondi Ongao - Joey Worthen (2002-2003) - Michael Butler (1999, 2000) |

### Más Apariciones
Actualizado al 20 de abril de 2019.
| # | Nombre           | País           | Period                         | Apariciones |
| - | ---------------- | -------------- | ------------------------------ | ----------- |
| 1 | David Flavius    | Santa Lucía    | 1999–2006                      | 199         |
| 2 | Kerry Kerr       | Escocia        | 2013-presente                  | 170         |
| 3 | Gary DePalma     | Estados Unidos | 1999-2004                      | 161         |
| 4 | Mike Green       | Estados Unidos | 2012-2017                      | 143         |
| 5 | Sterling Flunder | Estados Unidos | 2010-2015                      | 136         |
| 6 | Randy Dedini     | Estados Unidos | 1999,2000, 2001-2003           | 126         |
| 7 | Nathan Salsi     | Estados Unidos | 2004–2006, 2008-2009           | 122         |
| 8 | Jaman Tripoli    | Estados Unidos | 1999-2003                      | 117         |
| 9 | Justin Evans     | Estados Unidos | 1999,2000,2001,2003, 2008-2009 | 112         |
| 9 | Hunter Gilstrap  | Estados Unidos | 2010-2014, 2016-2017           | 112         |

- Fuente:[17][18]

### Más Goles
| # | Nombre         | País           | Periodo               | Goles | Apariciones |
| - | -------------- | -------------- | --------------------- | ----- | ----------- |
| 1 | David Flavius  | Santa Lucía    | 1999–2006             | 60    | 199         |
| 2 | Thiago Martins | Brasil         | 2002–2003             | 31    | 33          |
| 3 | Kevin Kerr     | Escocia        | 2013-presente         | 29    | 156         |
| 3 | Rob Vincent    | Inglaterra     | 2013-2015, 2016       | 29    | 86          |
| 5 | Corey Woolfolk | Estados Unidos | 2003                  | 27    | 62          |
| 6 | Phil Karn      | Estados Unidos | 1999-2002             | 26    | 95          |
| 7 | José Angulo    | Colombia       | 2013-                 | 24    | 54          |
| 8 | Michael Apple  | Estados Unidos | 1999-2002, 2004, 2006 | 22    | 96          |
| 9 | Said Ali       | Canadá         | 2004-2005             | 17    | 19          |
| 9 | Neco Brett     | Jamaica        | 2018-presente         | 17    | 38          |
| 9 | Gary DePalma   | Estados Unidos | 1999-2004             | 17    | 145         |

- Fuente:[17][18]